# SN 1992Z
SN 1992Z – supernowa typu II odkryta 29 maja 1992 roku w galaktyce A132854-3001. W momencie odkrycia miała maksymalną jasność 19,00m.